# Nuovo Messico
Il Nuovo Messico (in inglese New Mexico, sigla NM; in spagnolo Nuevo México; in navajo Yootó Hahoodzo) è uno Stato federato del sud-ovest degli Stati Uniti. La sua capitale è Santa Fe, mentre la città più popolosa è Albuquerque. Considerato uno degli Stati delle Montagne Rocciose, è il 5º per grandezza e il 36º per popolazione tra i 50 Stati dell'Unione. È detto «lo Stato spagnolo d'America», poiché mentre giuridicamente il Nuovo Messico non ha nessuna lingua ufficiale, lo spagnolo è di uso corrente accanto all'inglese. È inoltre lo stato con la più alta percentuale di ispanici di qualunque altra parte degli Stati Uniti, mentre la religione cattolica è quella più diffusa nello stato, perché i suoi abitanti sono sia discendenti di coloni spagnoli, sia di immigrati dal Messico, Centro e Sud America. 
Lo Stato ha anche la seconda più alta percentuale di nativi americani (dopo l'Alaska), oltre al 4º più alto numero totale degli stessi (dopo California, Oklahoma, Arizona), principalmente di etnia navajo, pueblo e apache. La demografia e la cultura dello Stato sono uniche, per le forti influenze ispaniche e dei nativi americani; entrambe si riflettono nella bandiera dello Stato: i colori sono rosso e oro, presi dalla bandiera della Spagna, e vi è raffigurato l'antico simbolo del Sole degli indigeni zia, parte dell'etnia pueblo.

## Geografia fisica
La superficie totale dello stato è di 314460 km² (poco più del territorio italiano, che è di 303 000, circa).
Il Nuovo Messico confina, per un tratto di 288 km, a sud con il Messico; a est e a sud-est con Oklahoma (103º meridiano) e Texas (2,2 miglia a ovest del 103º meridiano a causa di un errore nella misurazione effettuata nel 1859); a ovest confina con l'Arizona (109º meridiano).
Il 33º parallelo delimita la linea di confine settentrionale con il Colorado. In un solo punto tocca lo Utah, nei pressi del San Juan River. Il punto nel quale Nuovo Messico, Colorado, Arizona, e Utah convergono viene chiamato Four Corners (Quattro angoli).
Il paesaggio del Nuovo Messico spazia dai grandi deserti alle alte cime innevate. Nonostante sia ritenuto nell'immaginario comune una zona molto arida, il Nuovo Messico possiede anche estensioni significative di foreste, soprattutto verso nord. Il Rio Grande attraversa completamente lo Stato da nord a sud, mentre il Wheeler Peak è la cima più alta con i suoi 4 011 metri.

### Clima
Il clima del Nuovo Messico è generalmente semi-arido e arido, anche se ci sono zone dal clima continentale e alpino, e il suo territorio è in gran parte coperto da montagne, altopiani e deserti. Durante i mesi estivi le temperature diurne possono superare i 38 °C ad altitudini inferiori ai 1 500 metri. Lo Stato riceve inoltre una discreta quantità di neve, principalmente nelle sue altitudini più elevate in montagna.

## Origini del nome
Quando il Messico diventò indipendente dalla Spagna, nel 1821, del suo territorio faceva parte anche il territorio del Nuovo Messico, da secoli parte del Vicereame della Nuova Spagna. Il territorio venne ceduto agli Stati Uniti solo dopo il 1848, al termine di una guerra con gli Stati Uniti, e due anni dopo venne stabilito il Territorio del Nuovo Messico, che originariamente comprendeva anche più della metà dell’Arizona, parte del Colorado e del Nevada, e che diventò uno stato dell’unione con i suoi confini ridotti solo nel 1912.

### Suddivisione amministrativa
Lo Stato è suddiviso in 33 contee.

## Storia
Il Nuovo Messico ha il suo centro nella valle del Rio Grande, nucleo storico della sistemazione degli spagnoli e della conquista del popolo Pueblo, tribù di Nativi americani che vivevano in piccole cittadine lungo il Rio Grande e nelle vicinanze come ad Acoma. Nel 1540, il conquistador spagnolo Francisco Vázquez de Coronado si avventurò nei territori dell'attuale Nuovo Messico in cerca delle favolose sette città d'oro di Cibola. La colonizzazione spagnola di fatto cominciò nel 1598 con la fondazione dei centri di San Juan e poi di Santa Fe nel 1605. Altri centri fondati nel corso del XVII secolo furono Albuquerque e Acoma. Tuttavia, gran parte della regione fu abbandonata dagli europei a causa della vasta rivolta degli indiani Pueblos del 1680.
L'incorporazione negli Stati Uniti avvenne con un processo graduale. L'angolo nord-orientale venne acquistato dalla Francia nel 1803 (come parte dell'acquisto della Louisiana). La parte rimanente dell'attuale Nuovo Messico fu, poi, interamente rivendicata dalla colonia spagnola della Nuova Spagna e dallo Stato che da essa nacque, dopo il 1810: la Repubblica del Messico.
L'annessione di questa parte di territorio negli Stati Uniti avvenne in tre fasi; la parte a est del Rio Grande venne rivendicata dalla repubblica separatista del Texas, al momento della secessione dal Messico, nel 1836; questo territorio venne trasferito al governo federale dal Texas nel 1850. Gran parte del territorio occidentale (a ovest del Rio Grande) venne ceduta dal Messico, con il trattato di Guadalupe Hidalgo, al termine della guerra messico-statunitense, nel 1846. Con l'occupazione di Santa Fe, il territorio fu annesso nel 1848. L'angolo sud occidentale dello Stato (lo "sperone") venne ceduto dal Messico nel 1853; gli Stati Uniti acquistarono, per 10 milioni di dollari, i territori a sud del fiume Gila.
Il Territorio del Nuovo Messico fu creato il 9 settembre 1850; fu unito al Colorado, fino al 1861, e all'Arizona, fino al 1863. Secondo i termini del 'compromesso del 1850', la schiavitù vi era legale, ma non prese particolarmente piede. Dapprima alleato ai confederati durante la guerra civile americana, dal 1862 passò con gli unionisti. La metà orientale del territorio divenne lo Stato del Nuovo Messico, ammesso nell'Unione, come 47º membro, il 6 gennaio 1912. La parte occidentale venne ammessa, separatamente, come 48º Stato con il nome di Arizona, il 14 febbraio 1912. Il Nuovo Messico è la sede di due laboratori nazionali, 'Sandia' e Los Alamos. La prima bomba atomica venne fatta detonare nel poligono di Alamogordo, in una zona del deserto 'Jornada del Muerto', il 16 luglio 1945.

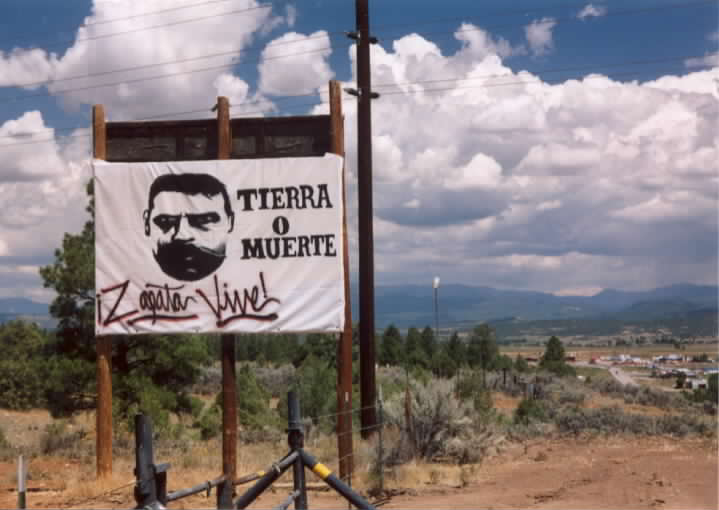
Tierra o muerte (Terra o morte)

## Legge e governo
La costituzione del 1912 determina la forma di governo dello Stato.
Il 18 marzo 2009, l'allora governatore Bill Richardson ha firmato la legge che abolisce la pena di morte nel Nuovo Messico, dopo il voto del Senato la settimana prima, diventando così il 15º Stato ad abolire la pena, anche se l'abrogazione non è retroattiva per i crimini capitali commessi prima della sua entrata in vigore. Dal 1976 ad agosto 2004 si era registrata una sola esecuzione. La nuova governatrice Susana Martinez (ex procuratore distrettuale) ha promesso in campagna elettorale che, qualora fosse stata eletta, si sarebbe battuta con tutte le forze affinché la pena capitale nel Nuovo Messico venisse ripristinata il prima possibile.
Il luogotenente governatore è John Sanchez, eletto nel 2010 come la Martinez. Ambedue sono stati rieletti nel 2014. Il Nuovo Messico ha avuto più governatori di qualsiasi altro Stato degli Stati Uniti.

### Turismo
Le aree di interesse geografico e panoramico nel Nuovo Messico includono il White Sands National Monument, il Capulin Volcano National Monument, il Carlsbad Caverns National Park, la riserva nazionale di Valles Caldera e il Gila Wilderness.

### Autostrade interstatali
- Interstate 10
- Interstate 25
- Interstate 40

## Economia
Il prodotto interno lordo del Nuovo Messico nel 2010 era di 79,7 miliardi di dollari. Il reddito pro capite nel 2007 era di 31474 $, che valeva il 43º posto negli USA. Nel 2005 la percentuale di persone al di sotto della soglia di povertà era del 18,4%. A partire dall'aprile 2012, il tasso di disoccupazione dello Stato era del 7,2%. La produzione agricola consiste in bestiame, prodotti caseari, fieno, nursery stocks, noci americane (noce pecan) e peperoncini. La produzione industriale consiste in equipaggiamento elettrico, petrolio e prodotti del carbone, trattamento del cibo, stampe e pubblicazioni e prodotto di pietra, vetro e argilla. 
Il Nuovo Messico è il terzo produttore di petrolio greggio e gas naturale degli Stati Uniti d'America. Nel 2006 il Nuovo Messico ha rappresentato il 3,4% del petrolio greggio, 8,5% del gas naturale secco, e il 10,2% dei liquidi di gas naturale prodotti negli Stati Uniti. L'accesso all'acqua è un problema cronico del sud ovest degli Stati Uniti; per risolvere il problema, una diga raccoglie le acque del Rio Grande a nord di Las Cruces. L'economia del Nuovo Messico è fortemente legata al governo e alle spese militari, con proprietà federali quali i laboratori nucleari di Los Alamos e gli spazi dedicati ai test di missili e veicoli spaziali a White Sands che rappresentano una buona fonte di guadagno per l'economia locale. Nonostante l'impatto delle numerose agevolazioni, molte comunità del Nuovo Messico, in particolare le aree rurali con prevalenza di Nativi Americani e Ispanici, sono economicamente sottosviluppate.

## Società

### Evoluzione demografica

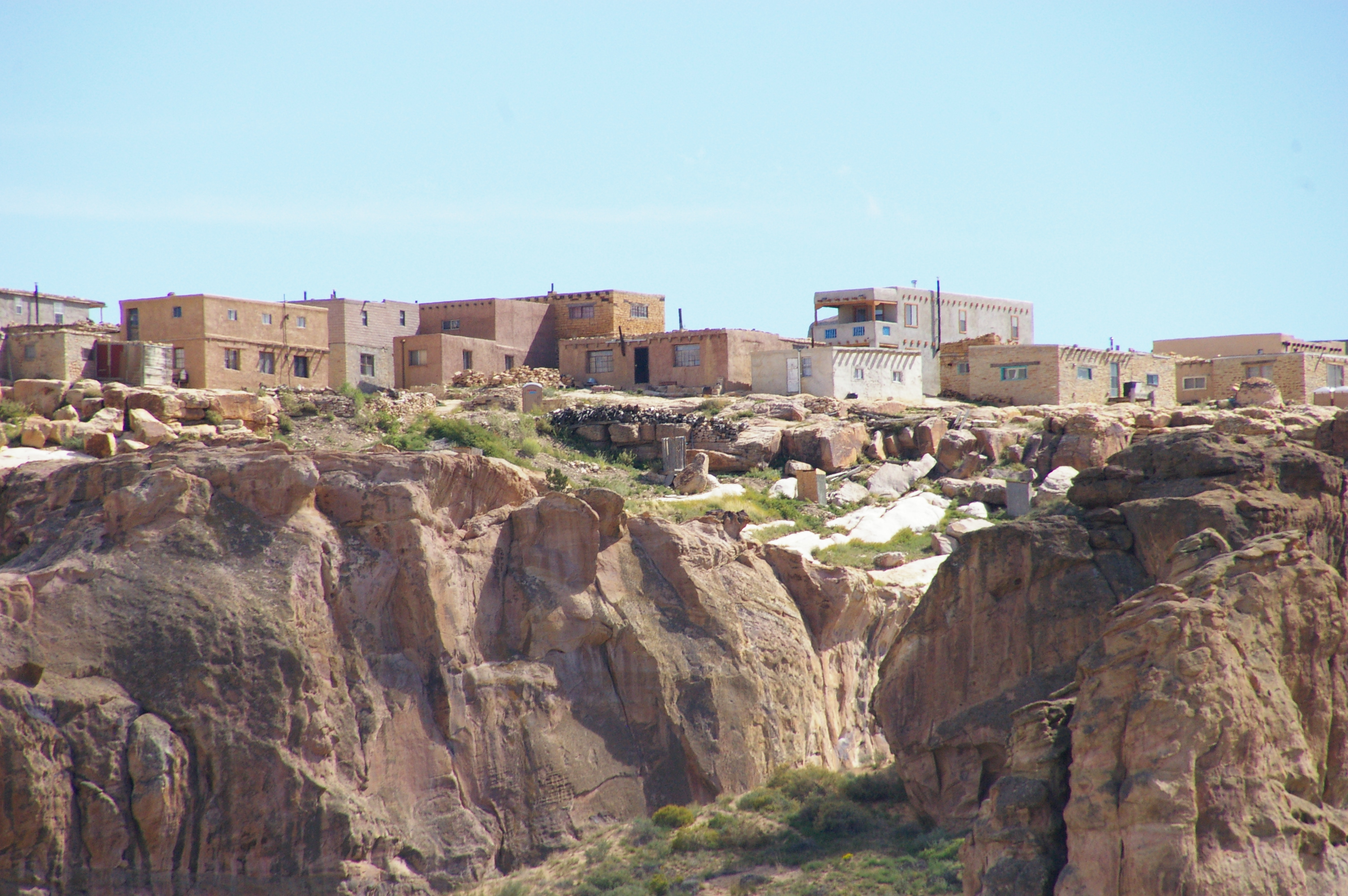
Acoma Pueblo

Nel censimento del 2000 il Nuovo Messico contava 1 819 046 abitanti. La popolazione è cresciuta del 20,1% (303 977) rispetto alla cifra del 1990. Secondo il censimento del 2000:
- 66,8% (1 214 253) si dichiarava bianco,
- 9,5% (173 483) indiano americano o nativo dell'Alaska,
- 1,9% (34 343) nero,
- 1,1% (19 255) asiatico,
- 0,1% (1 503) nativo delle Hawaii o di isole del Pacifico,
- 17% (309 882) altro,
- 3,6% (66 327) si identifica come appartenente a due o più etnie.

Il 42,1% della popolazione (circa 765 000 abitanti) è di origine ispanica o latina. Il 7,2% della popolazione risulta avere meno di 5 anni, il 28% meno di 18, l'11,7% 65 o più. Le donne sono circa il 50,8% della popolazione.

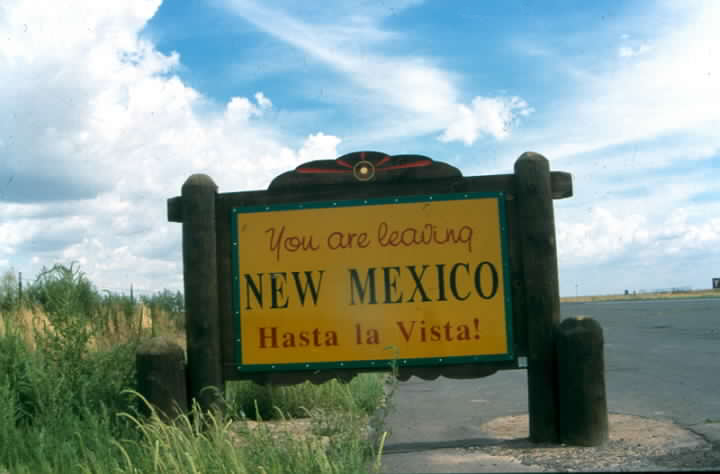
Hasta la Vista

In molte comunità del Nuovo Messico settentrionale, la popolazione ispanica è formata da discendenti dei colonizzatori spagnoli che si stabilirono nella regione nel XVII e XVIII secolo, e in alcuni villaggi isolati si parla ancora uno spagnolo antico, uguale a quello dei primi coloni. Nella parte meridionale dello Stato, la popolazione di origine ispanica è per la maggior parte giunta dal Messico nel corso del XX secolo. I Nativi americani consistono in indiani Pueblo, alcuni dei quali vivono in comunità risalenti a prima della colonizzazione europea, e in tribù Navajo e Apache, entrambi di origine athapascana. La presenza di diverse comunità di antichi Nativi americani, la duratura influenza spagnola e messicana e la diversità degli insediamenti anglo-americani nella regione, che andavano da agricoltori-pionieri e allevatori prima della creazione dello Stato a famiglie di militari in epoche successive, rendono il Nuovo Messico uno Stato particolarmente eterogeneo.

### Città
La città più popolosa è Albuquerque, seguita da Las Cruces.
Tutte le altre sono sotto i 100 000 abitanti.
Da una stima del 2018 queste sono le prime 10 città per numero di abitanti:
1. Albuquerque, 560 218
2. Las Cruces, 102 296
3. Rio Rancho, 98 023
4. Santa Fe, 84 612
5. Roswell, 47 635
6. Farmington, 44 788
7. South Valley, 40 976 (2010)
8. Clovis, 38 680
9. Hobbs, 38 277
10. Alamogordo, 31 701

Altre città importanti:
- North Valley
- Sunland Park
- Socorro
- Los Lunas
- Hobbs
- Española
- Gallup
- Las Vegas
- Deming
- Silver City
- Portales
- Artesia City
- Los Alamos

### Religione
Secondo la religione professata la popolazione è così suddivisa:
- Cristiani: 87%
  - Protestanti: 36%
  - Cattolici: 44%
  - Mormoni: 4%
  - Altri Cristiani: 3%
- Ebrei: 2%
- Altre religioni: 2%
- Non affiliati: 9%
  - Credenti senza affiliazione: 1%
  - Atei: 5%
  - Agnostici: 3%

## Cultura

### College e università
Interessante il fatto che fino alla fine del XIX secolo l'educazione pubblica era praticamente assente nello Stato; ancora nel 1888 non esisteva alcuna scuola superiore pubblica.
| - College of Santa Fe - College of the Southwest - Eastern New Mexico University - New Mexico Institute of Mining and Technology - New Mexico Highlands University | - New Mexico Military Institute - New Mexico State University - St. John's College Santa Fe - University of New Mexico - Western New Mexico University - Armand Hammer United World College of the American West |

## Galleria d'immagini

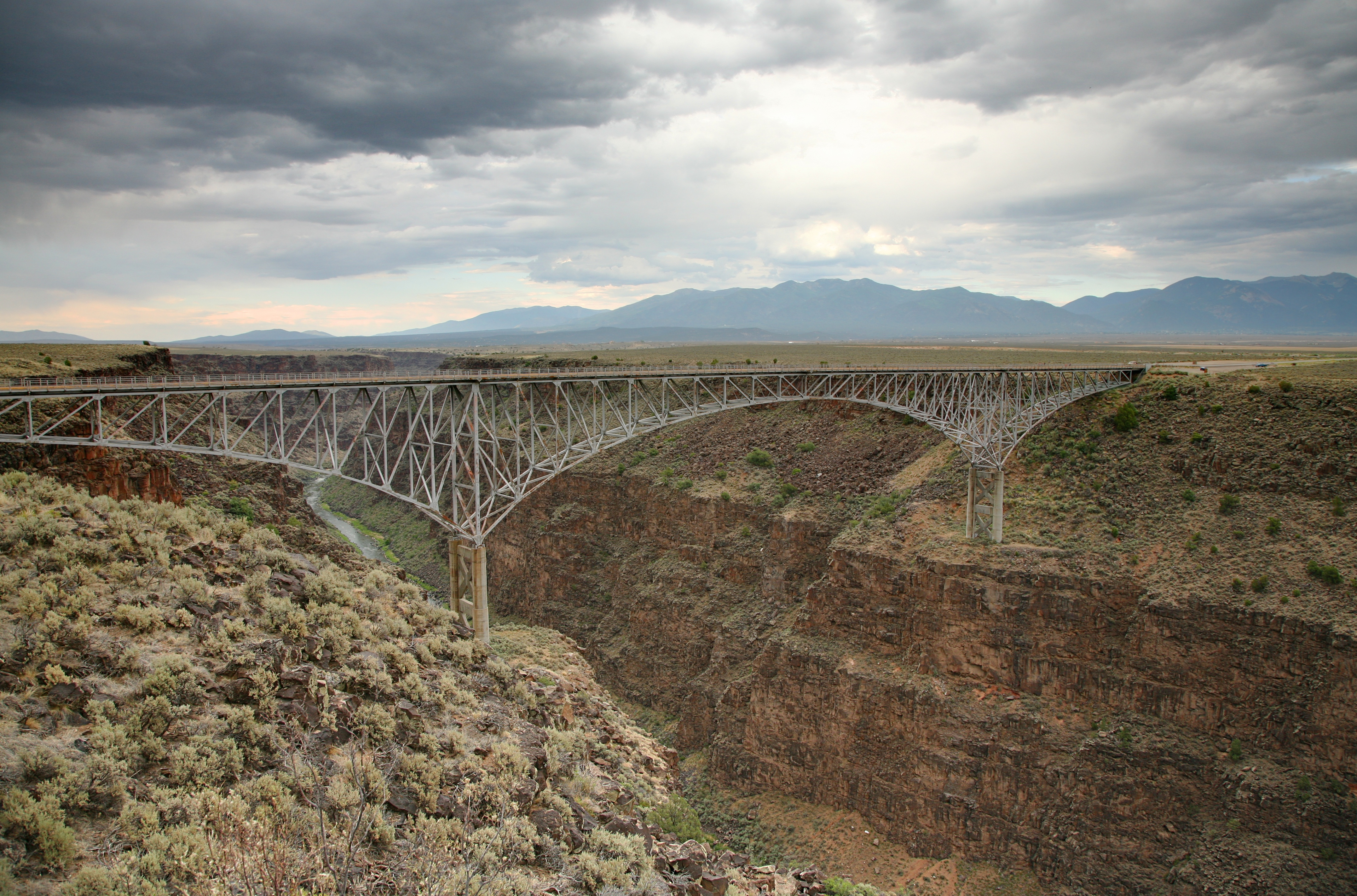
Rio Grande Gorge (Gola del Rio Grande).
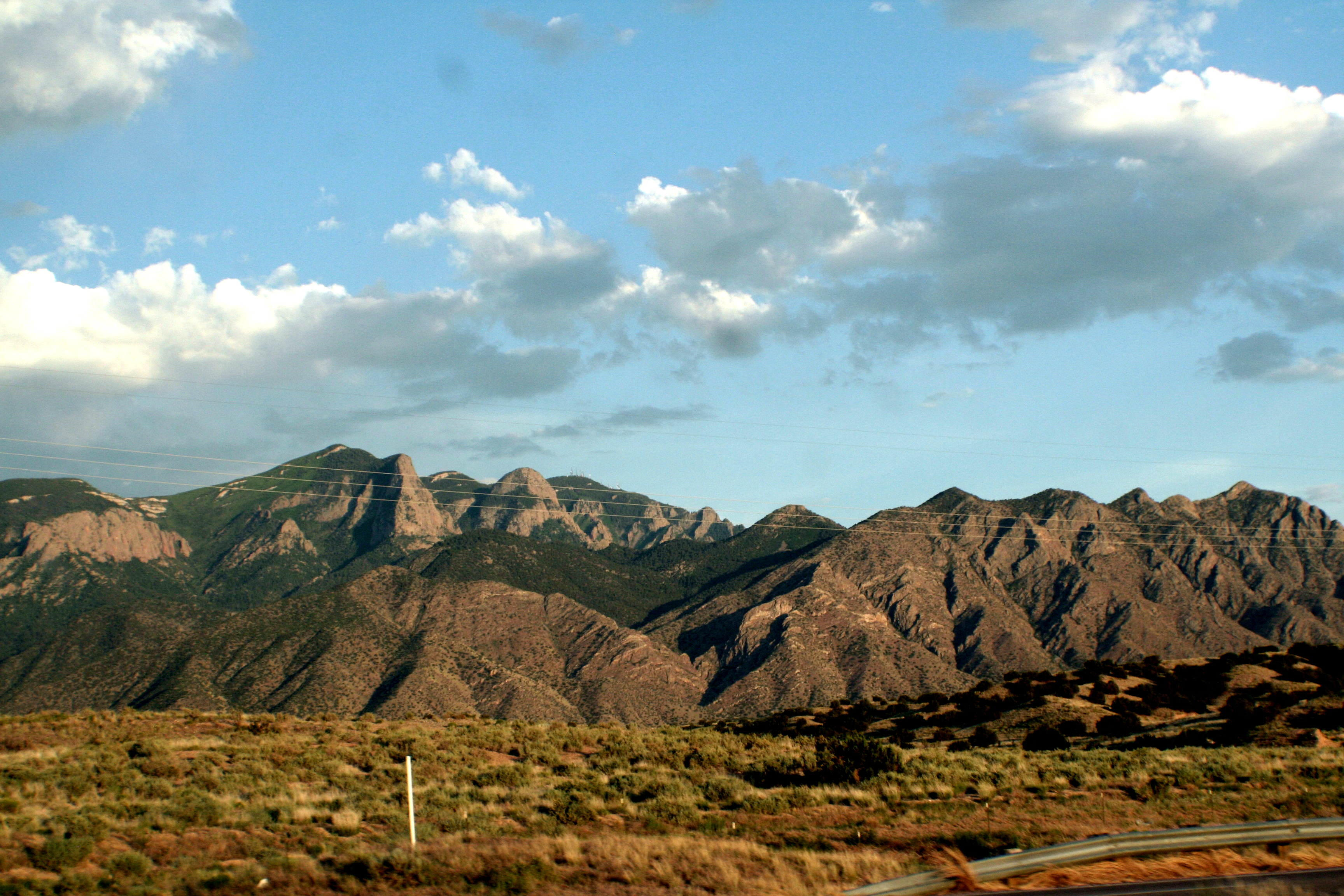
Panorama nordoccidentale di Albuquerque.
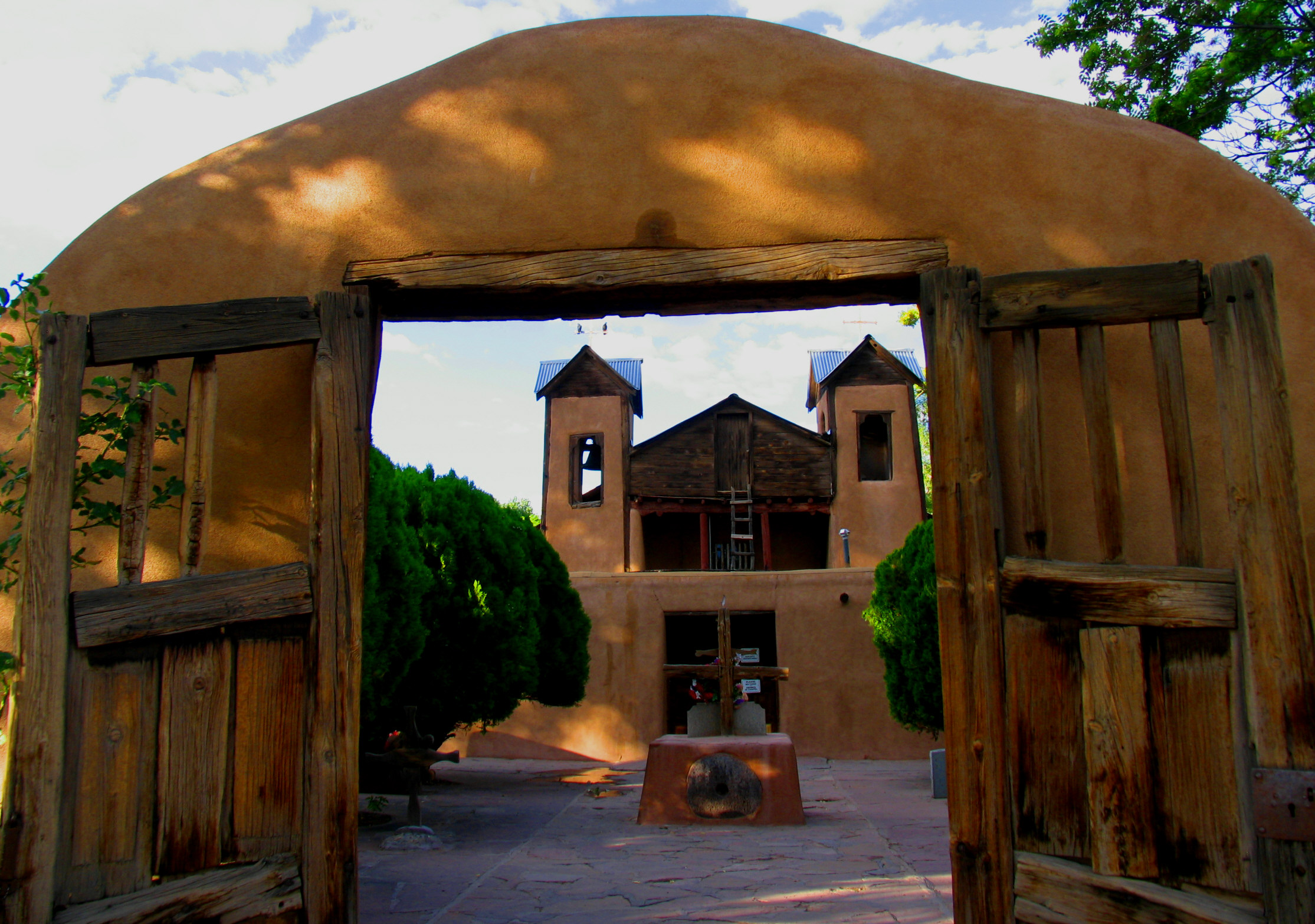
Chimayó (census-designated place).
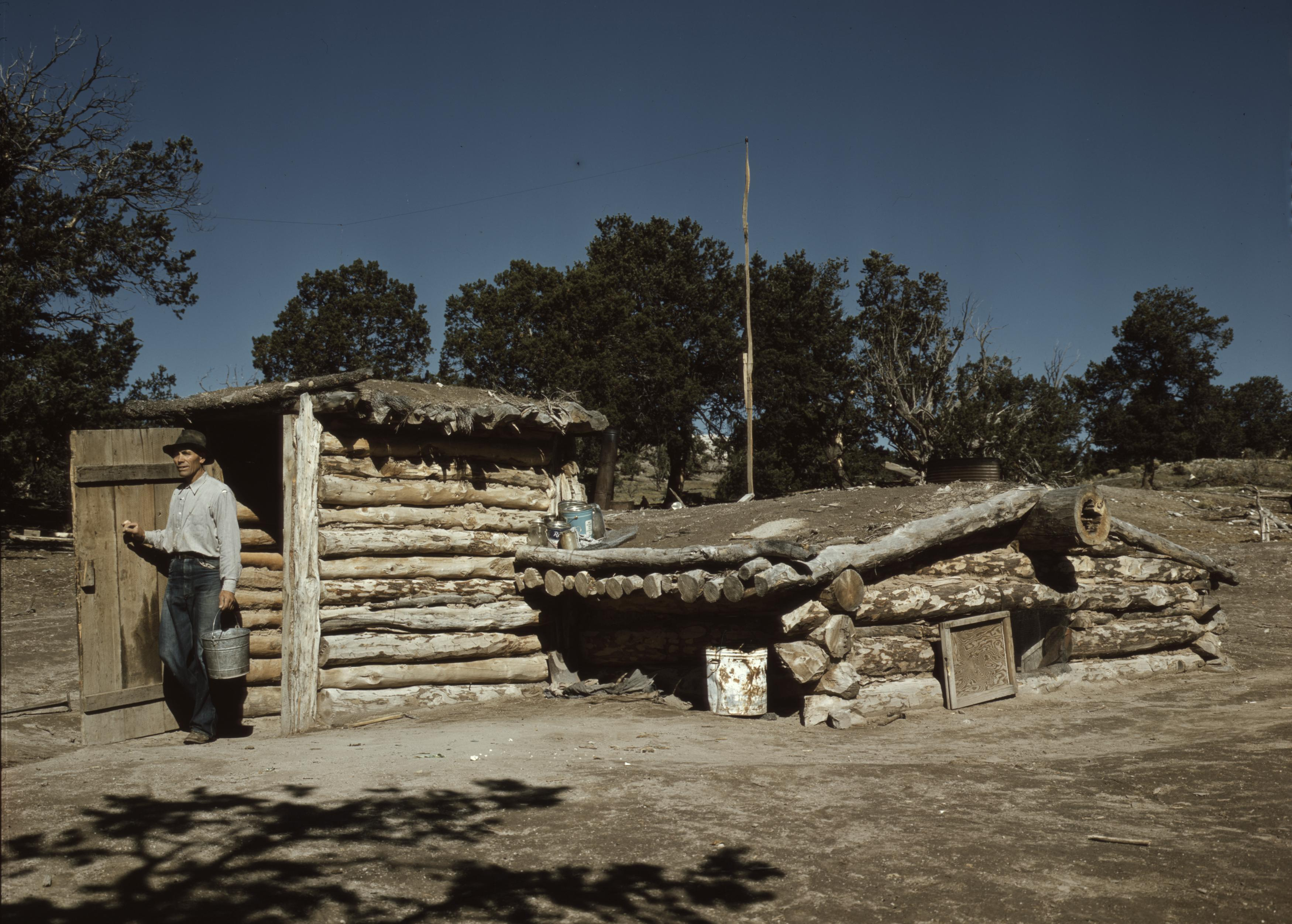
Pie Town (census-designated place).
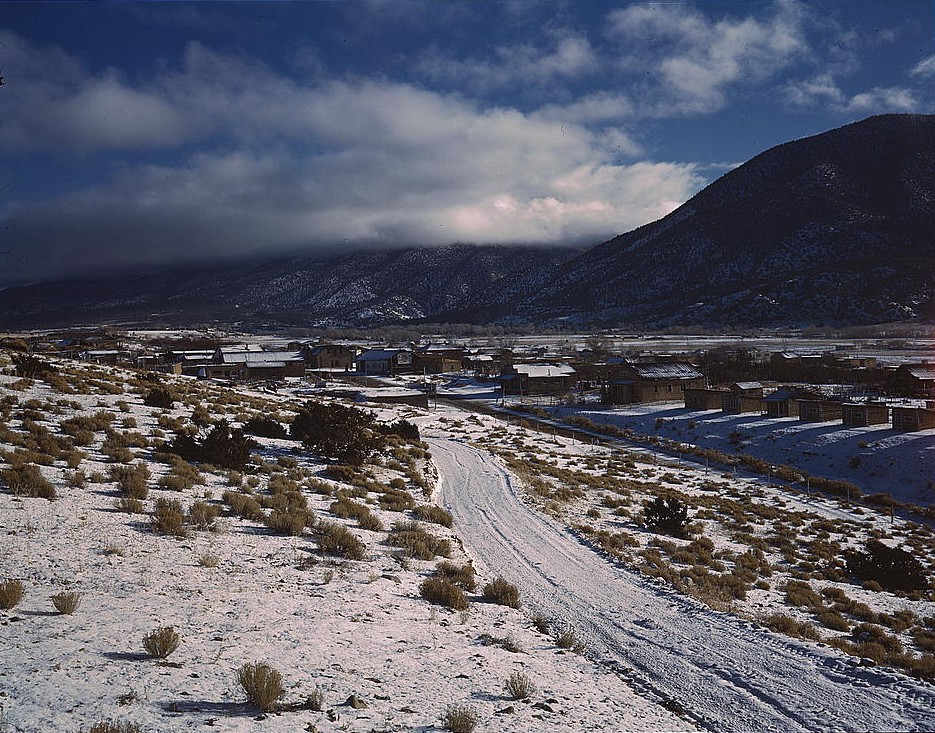
Questa (villaggio).
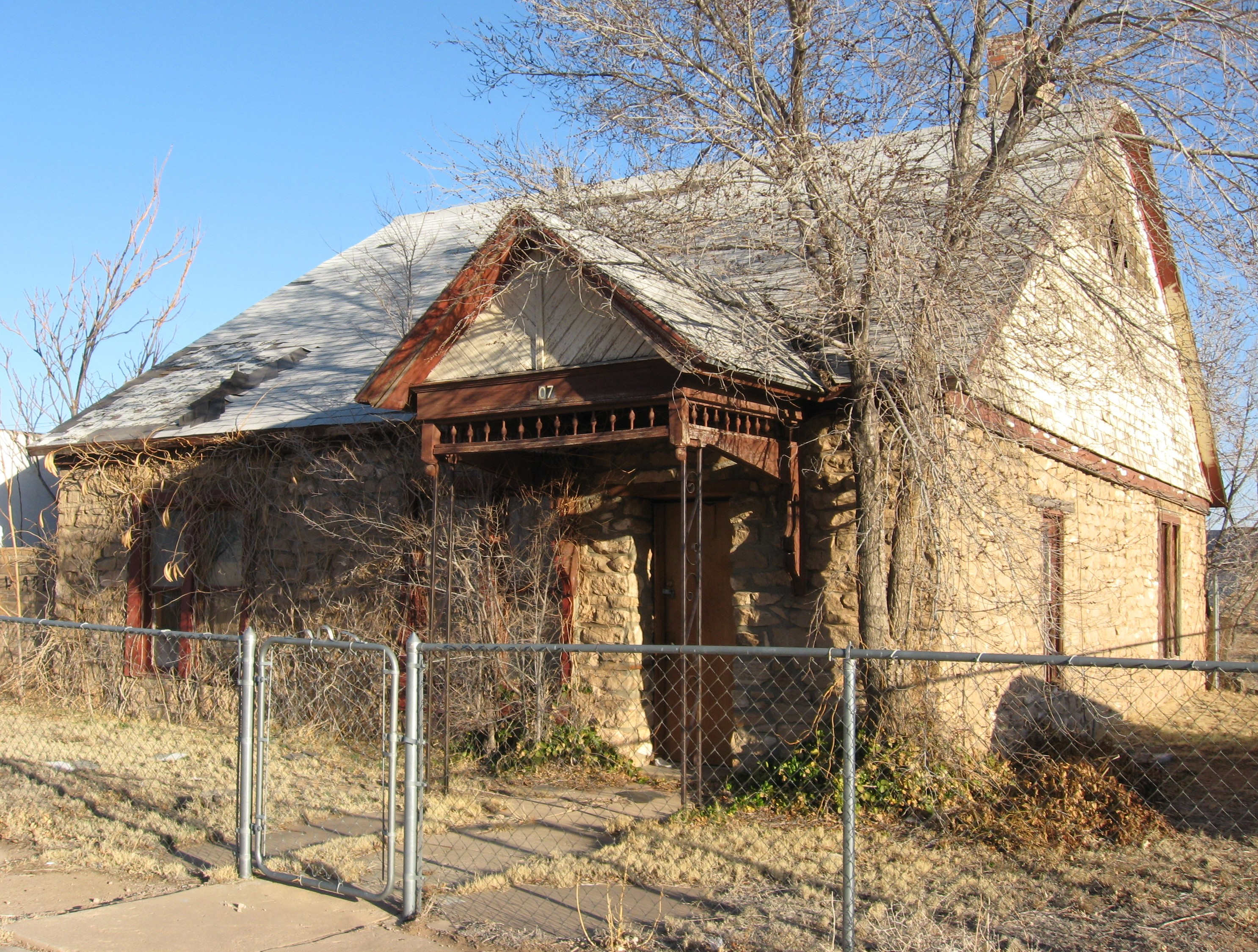
Tucumcari (città).
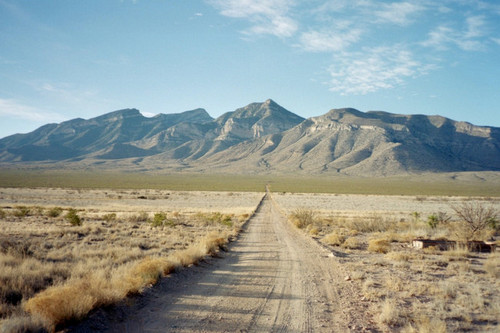
Big Hatchet Peak.
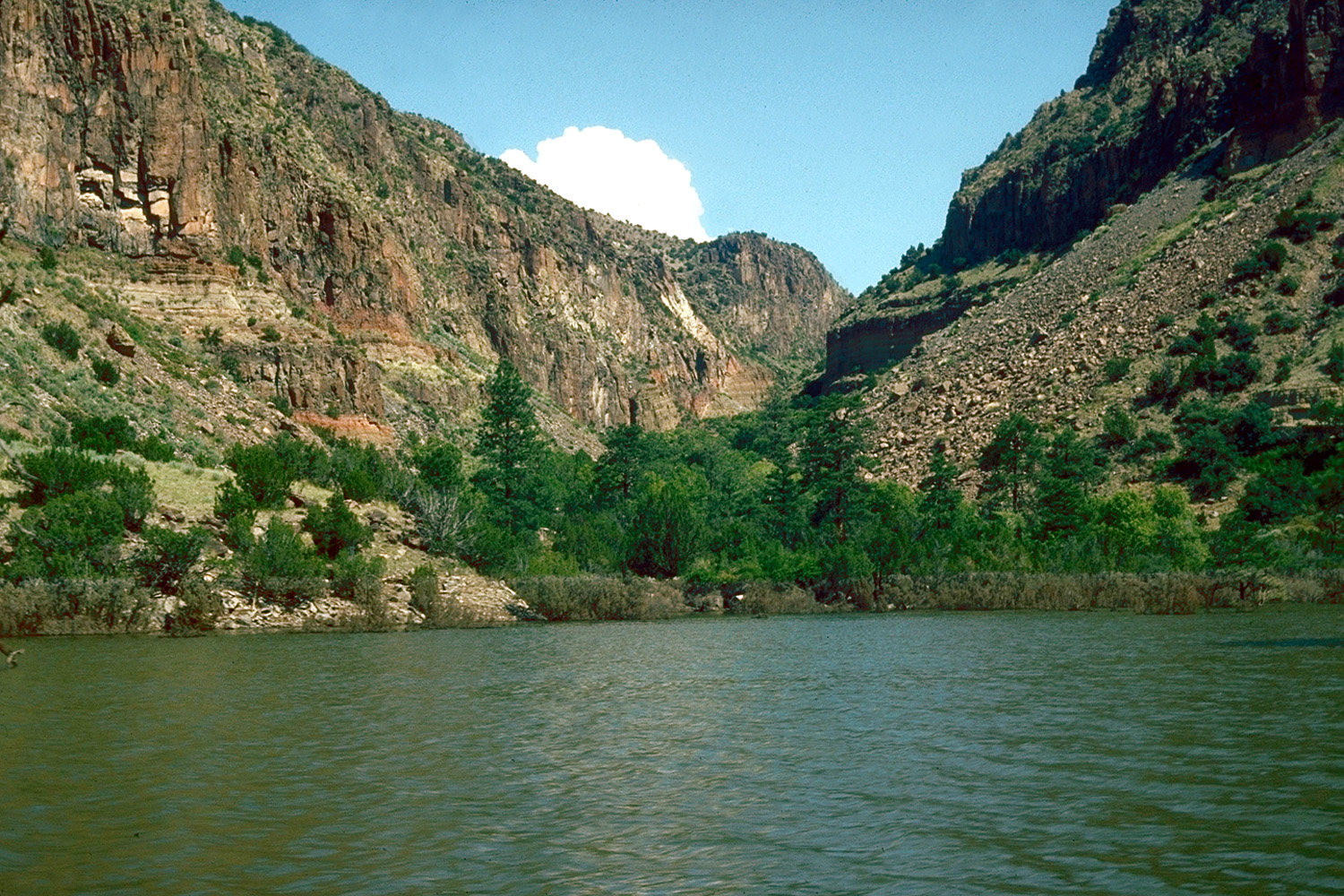
Cochiti Dam (diga sul Rio Grande).
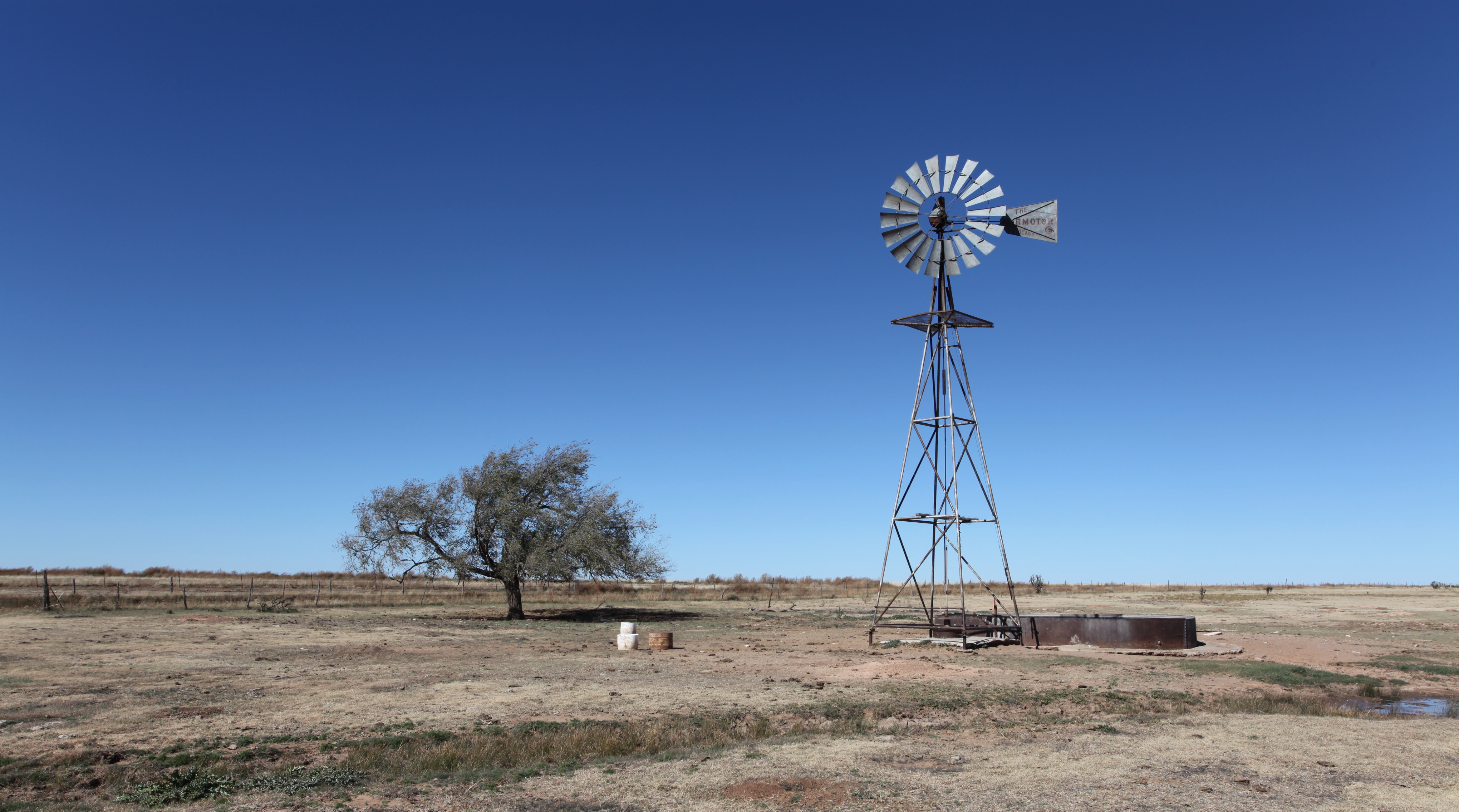
Contea di Curry
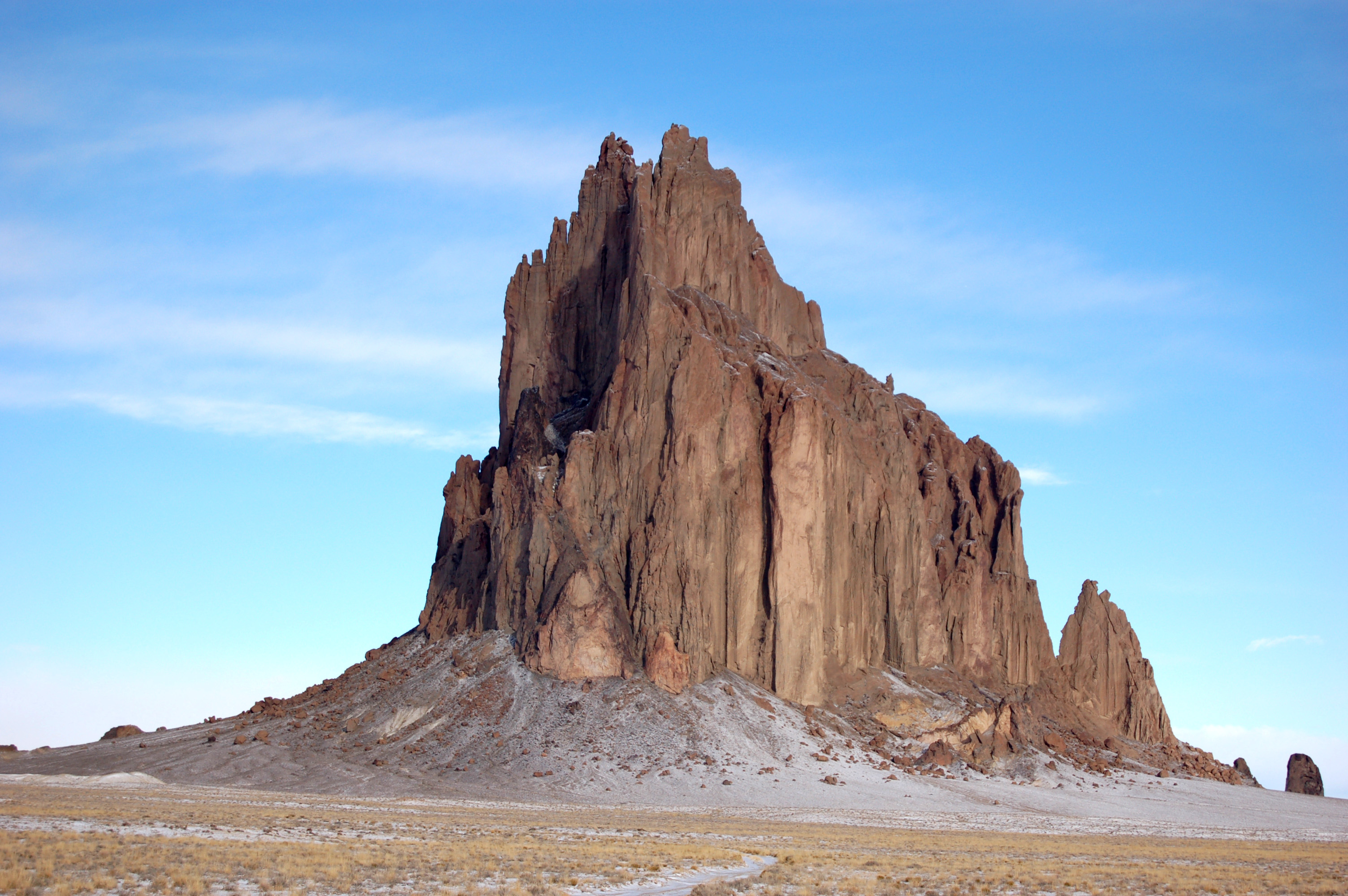
Shiprock